# جنگ دوم کردها و عراق
جنگ دوم کردها و عراق (انگلیسی: Second Iraqi–Kurdish War) هم‌چنین شناخته‌شده با نام‌های شورش بارزانی یا شورش گولان که از در آوریل ۱۹۷۴ میلادی در میان کردهای عراق به رهبری مصطفی بارزانی با حکومت وقت عراق رخ داد، که تا مارس ۱۹۷۵ میلادی به طول انجامید و ادامه‌ای بر جنگ اول کردها و عراق می‌بود.